# Hemigellius dendrilla
Hemigellius dendrilla är en svampdjursart som först beskrevs av Lendenfeld 1887.  Hemigellius dendrilla ingår i släktet Hemigellius och familjen Niphatidae. Inga underarter finns listade i Catalogue of Life.